# Novohorus incertus
Espèce
Synonymes
- Pachyolpium incertum Beier, 1931

Novohorus incertus est une espèce de pseudoscorpions de la famille des Olpiidae.

## Distribution
Cette espèce est endémique des Antilles. Elle se rencontre à Porto Rico, aux Îles Vierges des États-Unis, aux Îles Vierges britanniques, à Anguilla et à Saint-Martin.

## Description
Le mâle décrit par Tooren en 2002 mesure 2,21 mm et la femelle 2,51 mm.

## Systématique et taxinomie
Cette espèce a été décrite sous le protonyme Pachyolpium incertum par Beier en 1931. Elle est placée dans le genre Novohorus par Muchmore en 1993.

## Publication originale
- Beier, 1931 : Neue Pseudoscorpione der U. O. Neobisiinea. Mitteilung aus dem Zoologischen Museum in Berlin, vol. 17, p. 299-318.